# F1 2001
F1 2001 – symulator wyścigów Formuły 1 należący do serii F1 autorstwa firmy EA Sports wydany 15 października 2001 przez Electronic Arts w Polsce 30 października 2001. Pozwala na uczestniczenie w zawodach w sezonie 2000. Gra posiada oficjalną licencję FIA. Gra została wydana na komputery osobiste oraz na konsole PlayStation 2 i Xbox. Gracz może wcielić się w dowolnego kierowcę z sezonu 2000 oraz jeździć na każdym torze.

## Rozgrywka
- Wybór widoku kamer z bolidu[1].
- Możliwość zapisania powtórki[1].
- W grze są bolidy, kierowcy i tory oficjalnych Mistrzostw Świata autoryzowane przez FIA w sezonie 2001[1].
- Tryb gry wieloosobowej[1].
- Zmienne warunki atmosferyczne[1].
- Zaawansowana sztuczna inteligencja[1].
- Interaktywny pitstop[1].

## Odbiór gry
- GameSpot Score – 8.0 / 10[2]
- GameRankings 82,37% /100%[3]
- Final-Level – 4 / 5[3]
- Gameplanet – 3 / 5[3]
- Games Master UK – 83 / 100[3]
- PSM3 Magazine UK – 84 / 100[3]
- P2 Magazine UK 8 / 10[3]
- Play UK – 76 / 100[3]
- Game Vortex – 90 / 100[3]
- Playstation 2 Mag UK – 7 / 10[3]
- Gaming Maxx – 6,8 / 10[3]